# Arma de asta

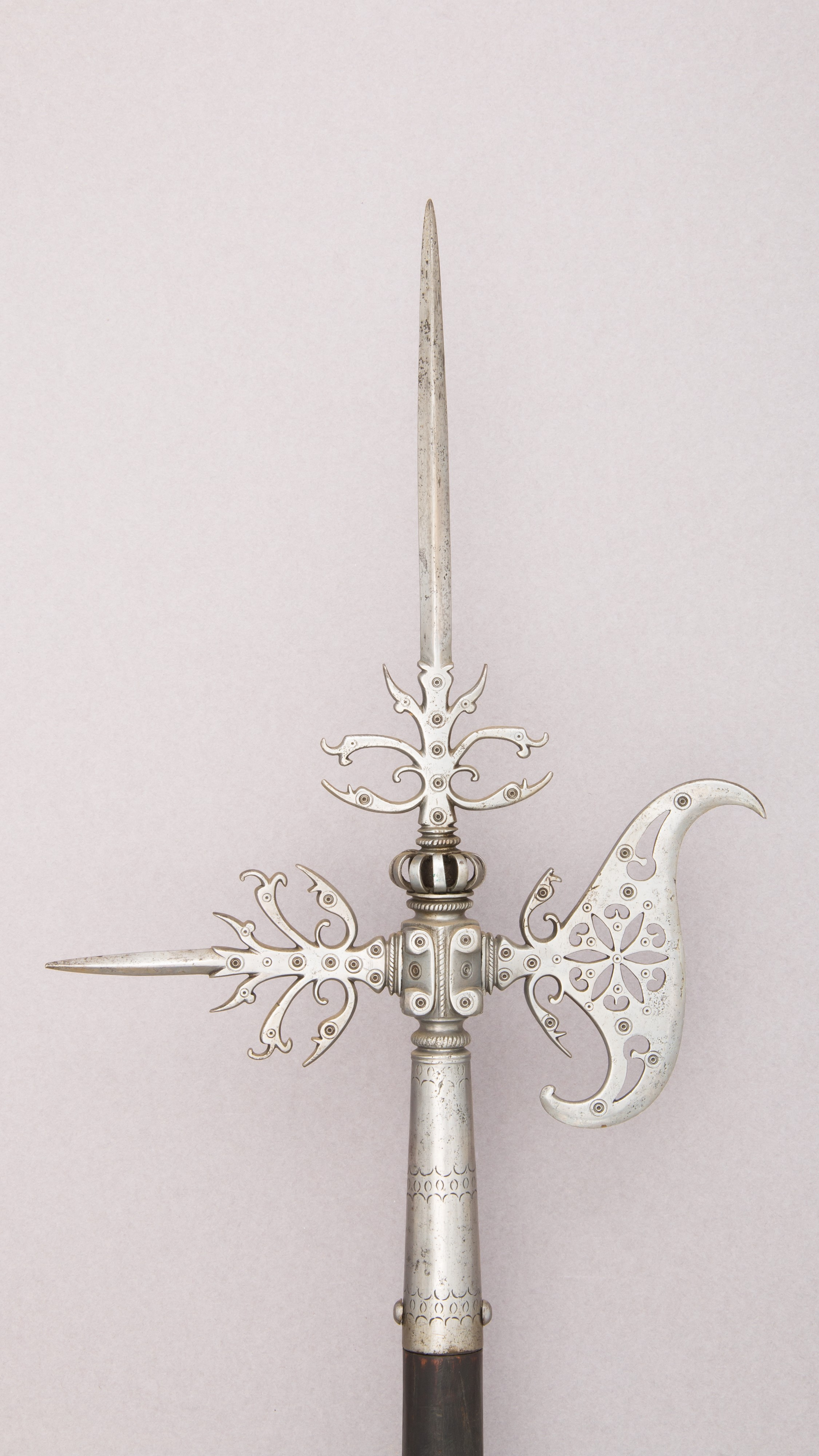
Moharra de alabarda. Museo Metropolitano de Arte de Nueva York.

Un arma de asta, arma enastada, arma de pértiga o arma de fuste es un arma que consiste básicamente en un palo o vástago, en cuyo extremo se fija una hoja metálica o cuchilla puntiaguda. Existe una gran variedad de este tipo de armas: dependiendo de la forma y la concepción, existen armas de asta destinadas a la caza mientras que otras están destinadas a la guerra, aunque en muchas culturas humanas las dos funciones han sido o son intercambiables. De una manera general, en Eurasia las armas de asta más pesadas están o han estado normalmente destinadas a la guerra, y concretamente al combate cuerpo a cuerpo y al combate cercano. Las astas de estas armas pesadas son por lo general de madera dura, a fin de ampliar lo máximo posible el radio de acción del que la blande, amplificar el momento angular para conseguir el máximo daño cuando la parte superior entra en contacto con el objetivo e incrementar el tajo dado con el filo. Las armas de asta más ligeras, como venablos, jabalinas o azagayas, suelen ser armas arrojadizas, y están principalmente destinadas a la caza, aunque existen excepciones como el pilum de los antiguos romanos, que era un arma arrojadiza militar. Las armas de asta más ligeras y pequeñas son los dardos y flechas (disparados con arco) y los virotes (disparados con ballestas). En el caso de dardos, flechas y virotes, sus astas pueden también llamarse «astiles».
A pesar de la gran variedad de tipos de estas armas, el arma de asta más común es la lanza, utilizada principalmente por los lanceros, que pese a su nombre no es en principio un arma arrojadiza, a diferencia de la jabalina o del venablo, que sí lo son. En el pasado algunas lanzas de tamaño intermedio han sido usadas para el combate cuerpo pero con la propiedad de poder ser arrojadas gracias a que en su concepción se tuvo en cuenta el equilibrio y el reparto de las masas a lo largo del arma. De todos modos, la tendencia en la historia militar ha sido la de producir armas especializadas, ya fuesen muy ligeras (como jabalinas, venablos o pilums) o relativamente pesadas (como las lanzas usadas habitualmente en la infantería o en la caballería, o las picas, lanzas muy largas usadas por la infantería)
El origen de las armas de asta es remoto: baste con considerar la estrecha relación entre la azagaya y el cuchillo de pedernal de la Edad de Piedra, que condujo al desarrollo de muchos tipos de armas (lanzas, alabardas, berdiches, hachas de guerra, etc.). 

## Clasificación
Se pueden clasificar en cinco grupos, según la forma de la moharra: 
- armas de moharra recta y simétrica, de forma de hoja de daga (hasta, pica, chuzo, etc.);
- las de hoja larga y ancha, simétrica y de dos filos (espontón, media pica, partesana);
- las armas con uno o dos hierros semejantes a los de lanzas, de las que se diferencian en que tienen prolongaciones laterales en forma de garfios u orejetas (corcesca);
- las que la hoja es asimétrica y generalmente curva, con un solo filo (hoz de guerra, hacha de guerra, guja);
- las de hojas planas y asimétricas, que constan de una moharra de lanza, por debajo de la cual va montada una cuchilla en forma de media luna, que termina en punta o garfio por el lado opuesto (alabarda, goedendag flamenco, berdiche ruso, etc.).

La clasificación de las armas de asta es difícil e induce a confusión. Esto se debe a una serie de factores, como la incertidumbre sobre las descripciones originales, los cambios de nombre a través del tiempo, traducciones, y la inventiva bien intencionada de expertos posteriores. Por ejemplo, la  palabra alabarda también se utiliza a veces para traducir el término chino ji y una serie de armas escandinavas medievales descritas en las sagas como atgeir.
En palabras del experto en armas Ewart Oakeshot:

las armas de asta en la Inglaterra medieval o renacentista se agrupan bajo el término genérico de «staves» («astas», ástiles), pero cuando se trata de ello en detalle nos encontramos con una dificultad terminológica. Parece que nunca hubo una definición clara de qué era, en qué consistía, porque había pocos términos relacionadas con la palabra asta en el uso de las armas. Los autores, contemporáneos y hasta el siglo XVII, empleaban los nombres sin rigor, llamando a diferentes armas con el mismo nombre y armas similares con diferentes nombres. A esto hay que añadir las diferentes terminologías utilizadas en el siglo XIX por los expertos. Debemos recordar también que cualquier arma particular ... tenía un nombre diferente en cualquier lugar

Algunos tipos de armas de asta:
- Alabarda: enastada con un «peto» (pincho o púa) en la parte superior de la «cabeza de armas», con una hoja en forma o variantes de un hacha en un extremo transversal y en su lado opuesto otro pequeño peto o filo afilado y angosto.
- Bidente: enastada con una cuchilla en forma de media luna.

- Bisarma: (del francés "guisarme"), lanza de moharra mixta compuesta por una parte tajante y otra(s) punzante(s).
- Bisento: lanza japonesa que corresponde a la china kwan-do, la antecesora de la naginata.

- Bō (棒? «bastón»): arma en forma de pértiga y angosta.

- Corcesca: lanza variante de la partesana con aletas en forma de arpón.
- Cuchillo de brecha: forma más primitiva de hoja enastada de un solo filo y angosto.
- Espontón: arma enastada de la familia de las partesanas de la oficialía de los siglos XVI y XVII.

- Forchina u horquilla: horca militar derivada de las herramientas campesinas a partir de una moharra de partesana.
- Guja o archa: enastada con cuchilla ancha, en forma de espada curva o gran cuchillo de hasta seis dm de longitud.
- Martillo Lucerna: martillo enastado compuesto de una cabeza de armas cuyos "petos" son un pico común, un contrapeto de martillo (parte menos punzante y más contundente o roma) y una larga punta de lanza (punzón) muy aguda en su tope, la cual le otorga su "característica" diferencial.
- Partesana: lanza larga de moharra ancha de doble filo y con aletillas laterales.
- Roncona: variante de la corcesca cuya "punta" era aún más larga y angosta que la partesana y sus aletas curvadas cual garfios.
- Tridente: lanza con tres puntas.
- Yari: lanza larga japonesa parecida a una pica, de hoja recta.

## Historia

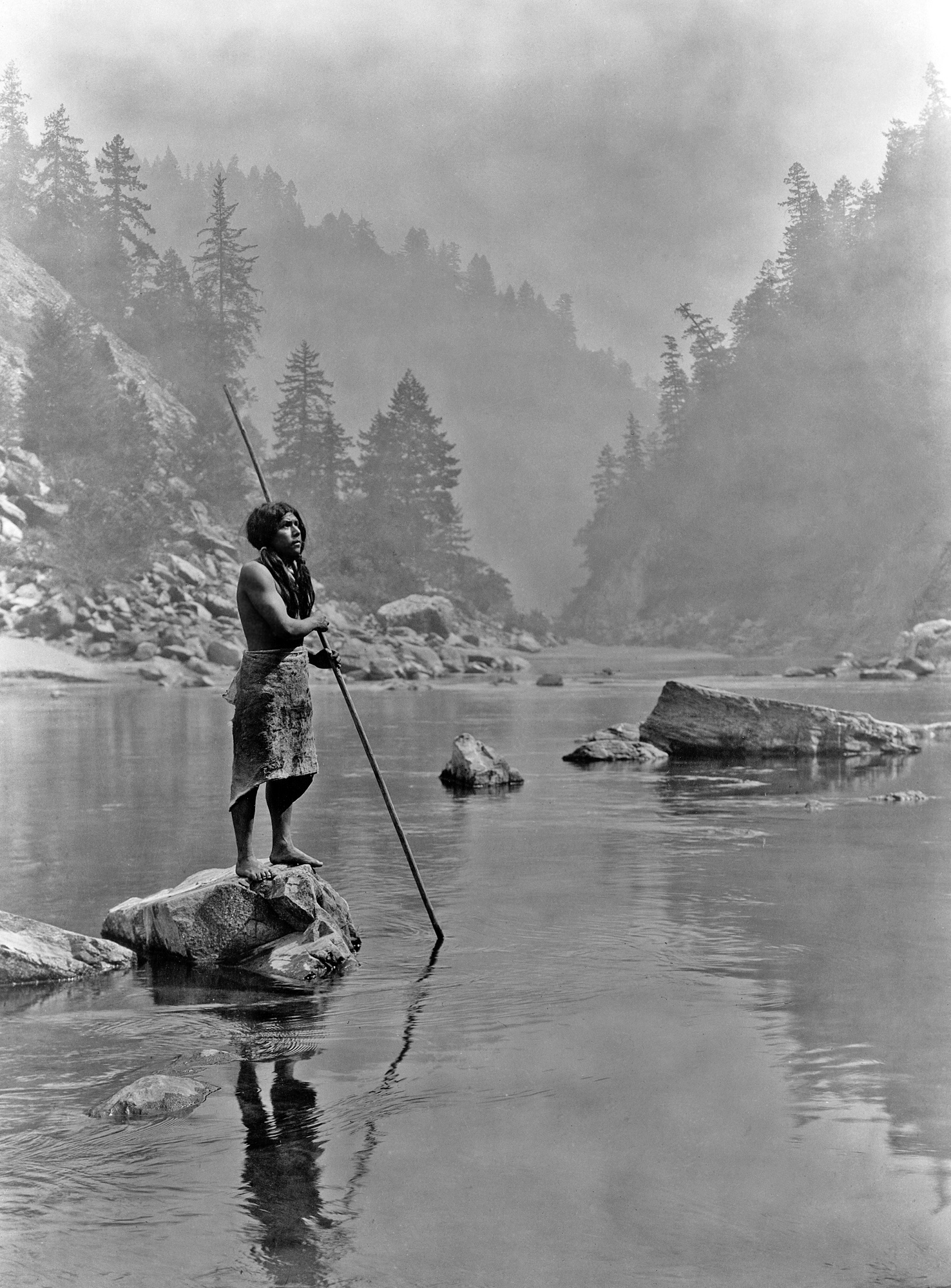
Nativo americano de la tribu Hupa con su lanza - 1923.

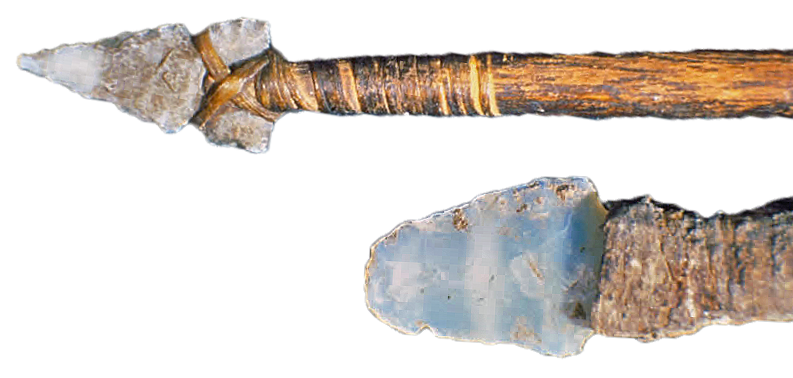
Lanza de sílex - Parque nacional Mesa Verde.

La historia de las armas de asta comienza en la Edad de Piedra, cuando el hombre primitivo ató un cuchillo de pedernal a un largo mango de madera y obtuvo la primera forma de lanza conocida. La lanza y las armas de asta en general se han usado en todas las guerras antes de la supremacía de las armas de fuego, desde los cazadores prehistóricos, pasando por los hoplitas de la Antigua Grecia hasta los piqueros de la Edad Moderna.

### Antigüedad
La creación de los primeros ejércitos estables y el nacimiento de los primeros grandes imperios (sumerio, egipcio, hitita, asirio) estimuló el desarrollo de la metalurgia y el armamento, produciendo cambios masivos en las armas empleadas por los cazadores-recolectores de la Edad de Piedra. A medida que se extendió el uso de la espada y el escudo, la lanza, arma originariamente versátil, apta tanto para el combate cuerpo a cuerpo como para el lanzamiento, desarrolló dos formas distintas de arma: el arma enastada de combate, pesada y apta para ampliar el campo de acción del combatiente; y la jabalina, evolución de la azagaya primitiva, concebida para ser utilizada como proyectil.
Con el nacimiento de la infantería pesada, tradicionalmente ejemplificada en el hoplita de la Antigua Grecia, protegido por un casco, coraza, grebas (cnémidas) y un escudo de bronce (aspis), se desarrolló el modelo de lanza pesada (dory, larga y formada por dos varas de madera dura, rematada en ambos extremos con metal: una hoja en la punta y una contera abajo, para apoyarla o plantarla en el suelo.
Las sucesivas evoluciones de las armas de asta no se caracterizan, en el periodo helenístico y durante la República romana, de una particular innovación en la forma y en la utilización: la sarissa de los falangitas del Reino de Macedonia (cf. falange macedonia) y el kontos de los nómadas sármatas son simplemente lanzas con hoja y asta más largas con respecto a la estándar de la dory griega.
La difusión sistemática de la caballería pesada, iniciada con los hetairoi de Alejandro Magno, y a partir del siglo III con el éxito de los caballeros ostrogodos, sentó las bases de la siguiente evolución a gran escala y la diversificación de las armas de asta en la época medieval.
Merece un mención especial una forma particular de arma de asta desarrollada en los Balcanes por los tracios: la guadaña de guerra, obtenida enastando la hoja de la guadaña, arma blanca para blandir con las dos manos con la intención de frustrar la eventual superioridad defensiva del enemigo.

## Edad Media
La fundación del Sacro Imperio Romano y la propagación del feudalismo, junto con la especial topografía del territorio francés, condujeron a un cambio radical en el arte de la guerra en Europa: el éxito de las batallas nunca más se decidió por las fuerzas de infantería,  sino por las de caballería.
En un panorama bélico dominado por la figura del soldado a caballo protegido por una malla de cota de malla pesada, entonces fortalecido con placas de metal, y por un escudo cada vez más macizo y alargado, las armas de asta se encontraron con tener que satisfacer las necesidades de dos utilidades distinta: el caballero, decidido a utilizar su posición de ventaja tanto en el choque con el infante como contra otro caballero, y el infante deicidio a reducir la ventaja táctica que concedía al caballero su posición elevada y la mayor velocidad que ofrecía su montura.